# Kazimierz

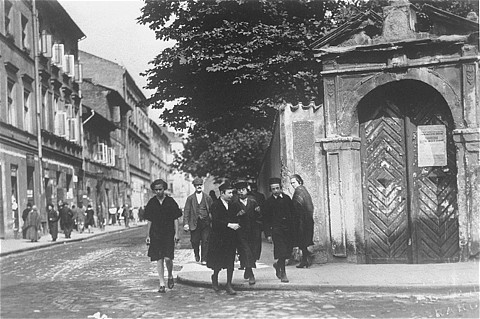
Bambini che attraversano la strada a Kazimierz prima del 1939

Kazimierz (in yiddish קוזמיר, Kuzimyr; in tedesco Kasimir; in latino: Casimiria) è un quartiere storico di Cracovia, in Polonia, noto per essere stato il centro della comunità ebraica della città dal XIV secolo fino alla seconda guerra mondiale.

## Storia

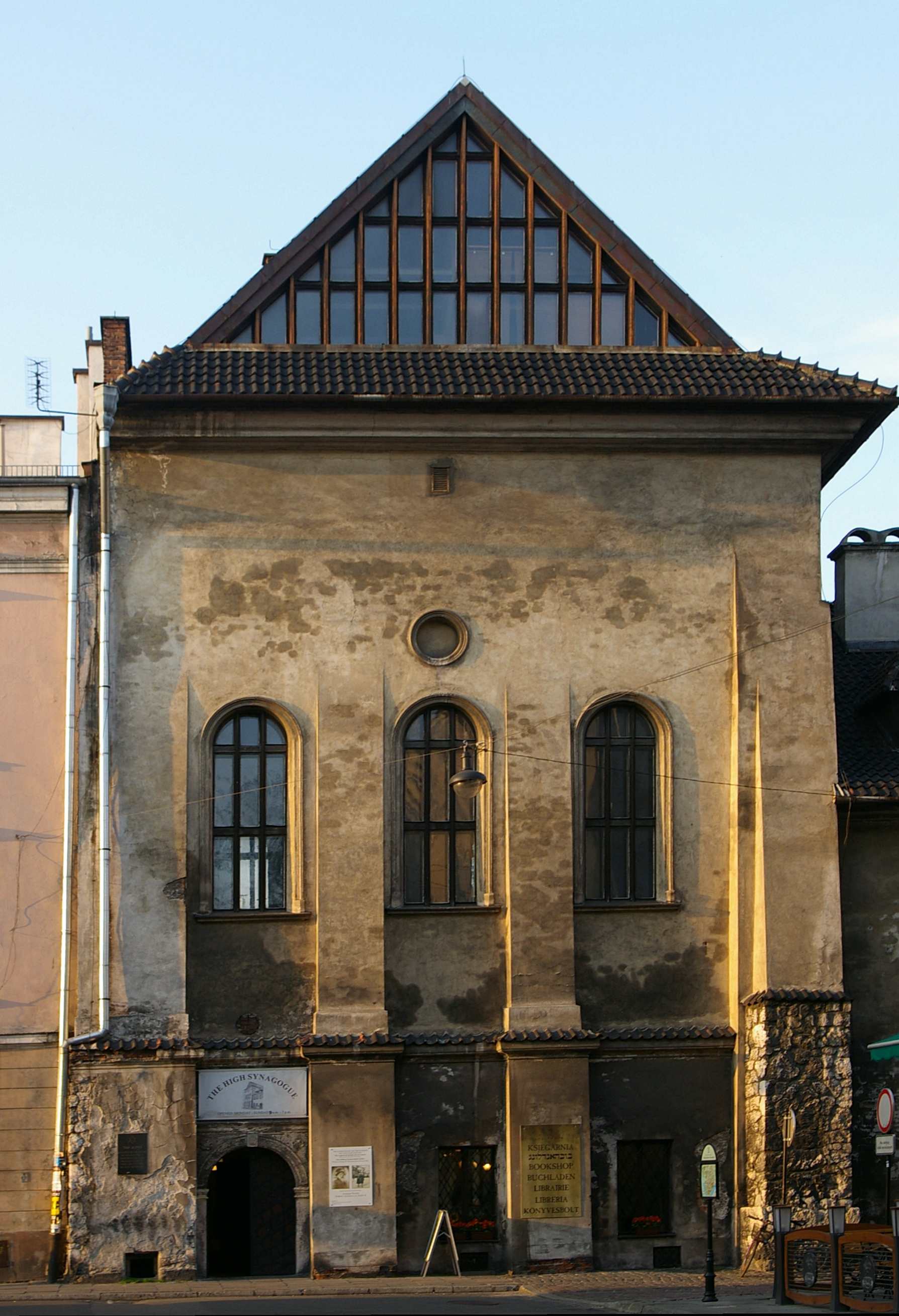
Sinagoga Alta

Kazimierz fu fondata come città separata da Casimiro III di Polonia nel 1335, da cui in seguito prese il nome, su un'isola sul fiume Vistola appena a sud di Cracovia, quando ancora era capitale della Polonia. Kazimierz fu principalmente una città mercantile in concorrenza con la vicina capitale. Oggi il ramo a nord del fiume non esiste più per cui non c'è più alcun confine fisico tra Kazimierz e la Città Vecchia di Cracovia.

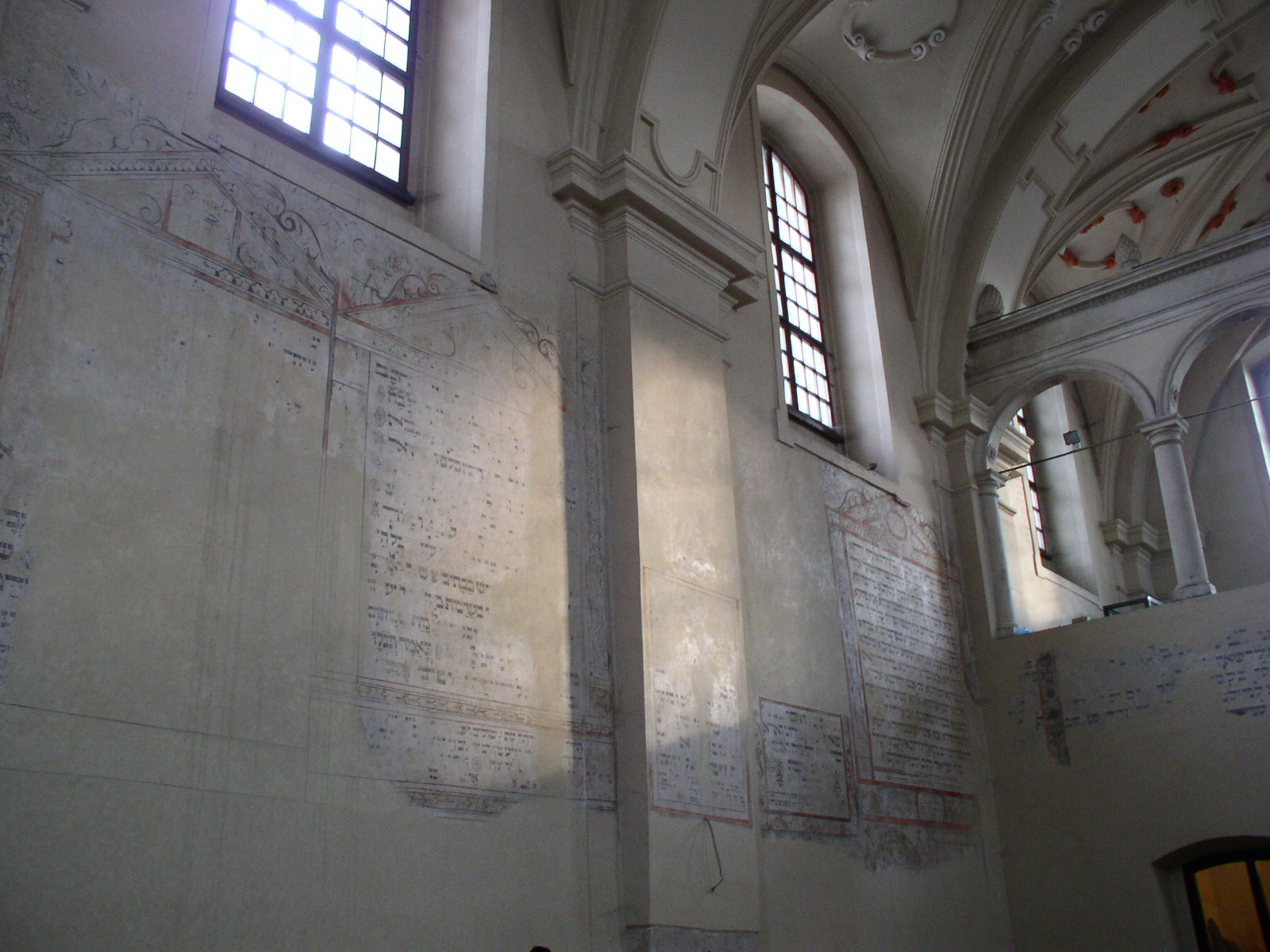
Interno della sinagoga di Isacco

Nel 1495 gli ebrei che vivevano nella parte occidentale di Cracovia furono espulsi ed obbligati a trasferirsi a Kazimierz. Da allora in avanti, Kazimierz fu divisa in una parte cristiana ad ovest e una ebrea a est e per secoli fu un luogo pieno di chiese e sinagoghe in cui i polacchi e gli ebrei vivevano pacificamente l'uno accanto all'altro. 
Nel 1800 furono ingranditi i confini amministrativi di Cracovia e Kazimierz divenne uno dei quartieri della città. Durante la seconda guerra mondiale, gli ebrei furono trasferiti dai nazisti da Kazimierz a un ghetto a Podgórze, appena oltre il fiume. La maggior parte di questi venne in seguito uccisa durante la liquidazione del ghetto o nei campi di sterminio.
Le prime scene del famoso film yiddish, Yidl mitn fidl, sono situate a Kazimierz e offrono immagini del quartiere ebraico prima della guerra.
Dopo la guerra, Kazimierz divenne una zona di cattiva reputazione, ma questa nomea è rapidamente cambiata nei decenni che seguirono, quando furono restaurati molti dei monumenti del quartiere e i caffè e i ristoranti, molti dei quali di tema ebraico, iniziarono ad attrarre i turisti. Kazimierz dal 1988 ospita anche il Festival della Cultura Ebraica. Proprio in questo quartiere è stato girato Schindler's List - La lista di Schindler di Steven Spielberg nel 1993.

## Monumenti

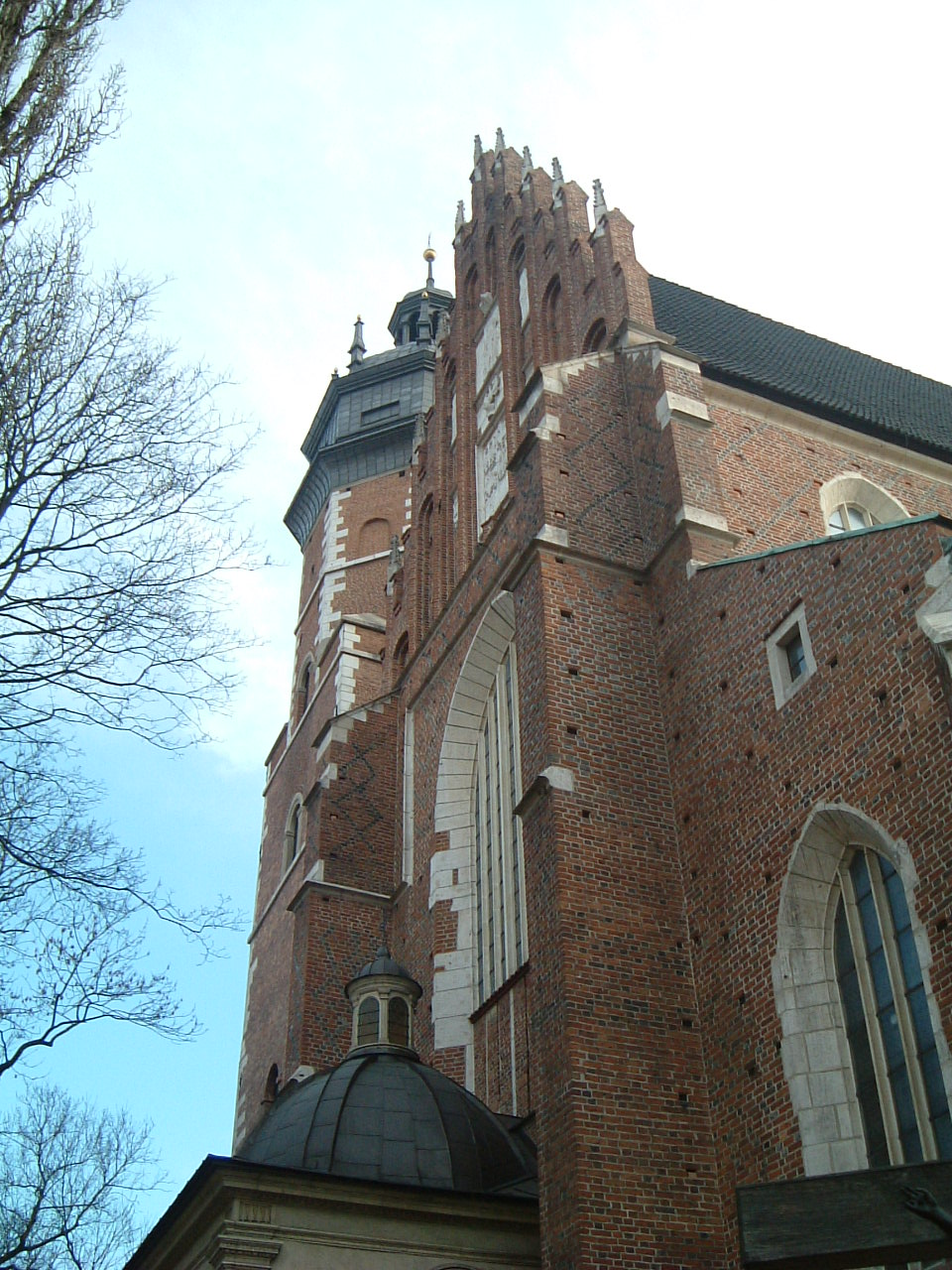
Chiesa del Corpus Christi

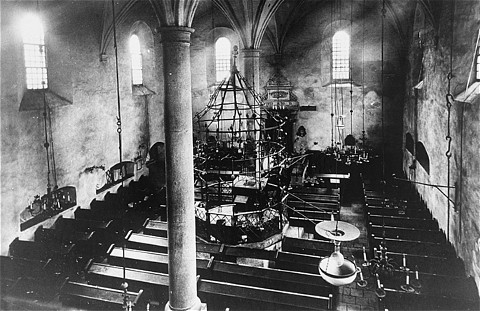
Interno della Vecchia Sinagoga di Kazimierz prima del 1939.

### Parte cristiana
1. Piazza del Mercato (Plac Wolnica) con il municipio, che ora ospita un museo etnografico
2. Chiesa gotica di Santa Caterina
3. Chiesa del Corpus Christi
4. Chiesa di San Michele Arcangelo e San Stanislao (Skałka), luogo del martirio di San Stanislao
5. Museo di ingegneria municipale

### Parte ebraica
1. Sinagoga Vecchia, che ora ospita un museo sulla storia ebraica
2. Sinagoga Remuh, l'unica ancora attiva e il vicino cimitero Remuh
3. Sinagoga Alta
4. Sinagoga di Isacco
5. Sinagoga di Kupa
6. Sinagoga Tempel.